# Liste des voies du 11e arrondissement de Paris

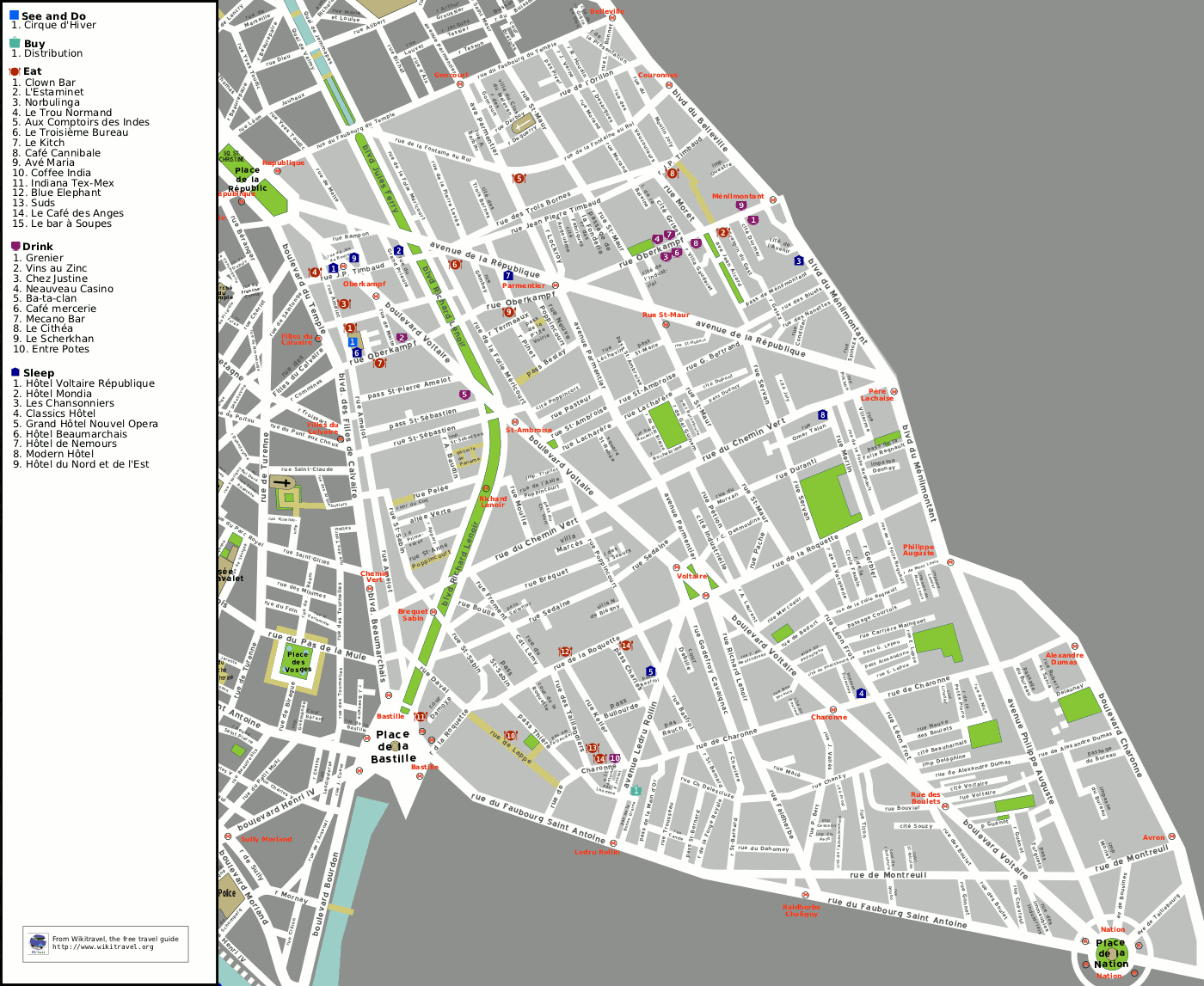
Plan du 11e arrondissement de Paris.

Cet article donne une liste des voies du 11e arrondissement de Paris, en France.

## Liste

### A
- Haut – A
- B
- C
- D
- E
- F
- G
- H
- I
- J
- K
- L
- M
- N
- O
- P
- Q
- R
- S
- T
- U
- V
- W
- X
- Y
- Z

- Voie A/11 (Voie sans nom de Paris)
- Voie AA/11 (Voie sans nom de Paris)
- Voie AB/11 (Voie sans nom de Paris)
- Rue Abel-Rabaud
- Voie AD/11 (Voie sans nom de Paris)
- Voie AE/11 (Voie sans nom de Paris)
- Promenade Alain-Devaquet
- Rue Alexandre-Dumas
- Passage Alexandrine
- Rue Alphonse-Baudin
- Impasse Amelot
- Rue Amelot
- Cité de l'Ameublement
- Esplanade André-Tollet
- Square André-Tollet
- Cité d'Angoulême
- Place des Antilles
- Passage de l'Asile
- Rue de l'Asile-Popincourt
- Rue Auguste-Barbier
- Rue Auguste-Laurent
- Cité de l'Avenir

### B
- Haut – A
- B
- C
- D
- E
- F
- G
- H
- I
- J
- K
- L
- M
- N
- O
- P
- Q
- R
- S
- T
- U
- V
- W
- X
- Y
- Z

- Voie B/11 (Voie sans nom de Paris)
- Impasse de la Baleine
- Passage Basfroi
- Rue Basfroi
- Place de la Bastille
- Cité Beauharnais
- Boulevard Beaumarchais
- Rue de Belfort
- Boulevard de Belleville
- Cité Bertrand
- Passage Beslay
- Rue des Bluets
- Passage de la Bonne-Graine
- Impasse Bon-Secours
- Rue des Boulets
- Rue Boulle
- Rue Bouvier
- Avenue de Bouvines
- Rue de Bouvines
- Rue Bréguet
- Passage Bullourde
- Impasse du Bureau
- Passage du Bureau

### C
- Haut – A
- B
- C
- D
- E
- F
- G
- H
- I
- J
- K
- L
- M
- N
- O
- P
- Q
- R
- S
- T
- U
- V
- W
- X
- Y
- Z

- Rue Camille-Desmoulins
- Rue de Candie
- Cour du Cantal
- Impasse Carrière-Mainguet
- Rue Carrière-Mainguet
- Rue Cesselin
- Rue Chanzy
- Passage Charles-Dallery
- Rue Charles-Delescluze
- Rue Charles-Luizet
- Impasse Charles-Petit
- Boulevard de Charonne
- Rue de Charonne
- Rue Charrière
- Passage du Chemin-Vert
- Rue du Chemin-Vert
- Passage du Cheval-Blanc
- Rue du Chevet
- Rue Chevreul
- Promenade Claire-Lacombe
- Villa du Clos-de-Malevart
- Rue Clotilde-de-Vaux
- Terrasse du Commandant-Jacques-Blasquez
- Rue du Commandant-Lamy
- Rue Condillac
- Cour du Coq
- Passage Courtois
- Cité du Couvent
- Rue Crespin-du-Gast
- Rue de la Croix-Faubin
- Cité de Crussol
- Rue de Crussol

### D
- Haut – A
- B
- C
- D
- E
- F
- G
- H
- I
- J
- K
- L
- M
- N
- O
- P
- Q
- R
- S
- T
- U
- V
- W
- X
- Y
- Z

- Rue du Dahomey
- Cour Damoye
- Rue Darboy
- Place Darno-Maffini
- Impasse Daunay
- Rue Daval
- Cour Debille
- Rue Deguerry
- Cité Delaunay
- Impasse Delaunay
- Cour Delépine
- Impasse Delépine
- Rue Desargues
- Rue Dranem
- Passage Dudouy
- Passage Dumas
- Cité Dupont
- Rue Duranti
- Cité Durmar

### E
- Haut – A
- B
- C
- D
- E
- F
- G
- H
- I
- J
- K
- L
- M
- N
- O
- P
- Q
- R
- S
- T
- U
- V
- W
- X
- Y
- Z

- Voie E/11 (Voie sans nom de Paris)
- Passage des Eaux-Vives
- Rue Édouard-Lockroy
- Rue Émile-Lepeu
- Cour de l'Étoile-d'Or

### F
- Haut – A
- B
- C
- D
- E
- F
- G
- H
- I
- J
- K
- L
- M
- N
- O
- P
- Q
- R
- S
- T
- U
- V
- W
- X
- Y
- Z

- Voie F/11 (Voie sans nom de Paris)
- Cour des Fabriques
- Rue Faidherbe
- Rue du Faubourg-du-Temple
- Rue du Faubourg-Saint-Antoine
- Rue Félix-Voisin
- Cité du Figuier
- Boulevard des Filles-du-Calvaire
- Rue de la Folie-Méricourt
- Passage de la Folie-Régnault
- Rue de la Folie-Régnault
- Passage de la Fonderie
- Rue de la Fontaine-au-Roi
- Place de la Fontaine-Timbaud
- Rue de la Forge-Royale
- Impasse Franchemont
- Rue François-de-Neufchâteau
- Rue Froment

### G
- Haut – A
- B
- C
- D
- E
- F
- G
- H
- I
- J
- K
- L
- M
- N
- O
- P
- Q
- R
- S
- T
- U
- V
- W
- X
- Y
- Z

- Voie G/11 (Voie sans nom de Paris)
- Rue Gaby-Sylvia
- Rue Gambey
- Villa Gaudelet
- Rue du Général-Blaise
- Rue du Général-Guilhem
- Rue du Général-Renault
- Rue Gerbier
- Rue Gobert
- Rue Godefroy-Cavaignac
- Rue des Goncourt
- Rue du Grand-Prieuré
- Cité Griset
- Passage Guénot
- Rue Guénot
- Passage Guilhem
- Rue Guillaume-Bertrand
- Passage Gustave-Lepeu

### H
- Haut – A
- B
- C
- D
- E
- F
- G
- H
- I
- J
- K
- L
- M
- N
- O
- P
- Q
- R
- S
- T
- U
- V
- W
- X
- Y
- Z

- Voie H/11 (Voie sans nom de Paris)
- Allée Hanna-Kamieniecki
- Rue Henri-Ranvier
- Place Hubertine-Auclert
- Place du 8-Février-1962

### I
- Haut – A
- B
- C
- D
- E
- F
- G
- H
- I
- J
- K
- L
- M
- N
- O
- P
- Q
- R
- S
- T
- U
- V
- W
- X
- Y
- Z

- Rue des Immeubles-Industriels
- Cité de l'Industrie
- Cour de l'Industrie
- Cité Industrielle

### J
- Haut – A
- B
- C
- D
- E
- F
- G
- H
- I
- J
- K
- L
- M
- N
- O
- P
- Q
- R
- S
- T
- U
- V
- W
- X
- Y
- Z

- Voie J/11 (Voie sans nom de Paris)
- Rue Jacquard
- Cour Jacques-Viguès
- Rue Japy
- Impasse des Jardiniers
- Avenue Jean-Aicard
- Place Jean-Ferrat
- Rue Jean-Macé
- Rue Jean-Pierre-Timbaud
- Passage du Jeu-de-Boules
- Cité Joly
- Passage Josset
- Impasse Joudrier
- Boulevard Jules-Ferry
- Rue Jules-Vallès
- Rue Jules-Verne
- Terrasse du Commandant-Jacques-Blasquez

### K
- Haut – A
- B
- C
- D
- E
- F
- G
- H
- I
- J
- K
- L
- M
- N
- O
- P
- Q
- R
- S
- T
- U
- V
- W
- X
- Y
- Z

- Voie K/11 (Voie sans nom de Paris)
- Rue Keller

### L
- Haut – A
- B
- C
- D
- E
- F
- G
- H
- I
- J
- K
- L
- M
- N
- O
- P
- Q
- R
- S
- T
- U
- V
- W
- X
- Y
- Z

- Rue La Vacquerie
- Rue Lacharrière
- Impasse Lamier
- Rue de Lappe
- Rue Léchevin
- Avenue Ledru-Rollin
- Place Léon-Blum
- Rue Léon-Frot
- Passage Lhomme
- Passage Lisa
- Rue Louis-Bonnet
- Passage Louis-Philippe

### M
- Haut – A
- B
- C
- D
- E
- F
- G
- H
- I
- J
- K
- L
- M
- N
- O
- P
- Q
- R
- S
- T
- U
- V
- W
- X
- Y
- Z

- Rue Maillard
- Passage de la Main-d'Or
- Rue de la Main-d'Or
- Cour de la Maison-Brûlée
- Rue de Malte
- Rue Marcel-Gromaire
- Square Marcel-Rajman
- Villa Marcès
- Rue du Marché-Popincourt
- Place Marek-Edelman
- Rue Marguerite-Gonnet
- Rue Marguerite-Moret
- Allée Maria-Doriath
- Place Marie-José-Nicoli
- Allée Maya-Surduts
- Boulevard de Ménilmontant
- Passage de Ménilmontant
- Rue Mercœur
- Rue Merlin
- Place Mireille-Havet
- Allée Mireille-Knoll[1]
- Impasse de Mont-Louis
- Rue de Mont-Louis
- Rue de Montreuil
- Rue Morand
- Impasse Morlet
- Rue du Morvan
- Rue Moufle
- Villa du Moulin-Dagobert
- Rue du Moulin-Joly

### N
- Haut – A
- B
- C
- D
- E
- F
- G
- H
- I
- J
- K
- L
- M
- N
- O
- P
- Q
- R
- S
- T
- U
- V
- W
- X
- Y
- Z

- Voie N/11 (Voie sans nom de Paris)
- Rue des Nanettes
- Place de la Nation
- Rue de Nemours
- Allée Neus-Català
- Rue Neuve-des-Boulets
- Rue Neuve-Popincourt
- Rue de Nice
- Rue Nicolas-Appert
- Villa Nicolas-de-Blégny
- Allée Nicole-Girard-Mangin
- Cour du Nom-de-Jésus

### O
- Haut – A
- B
- C
- D
- E
- F
- G
- H
- I
- J
- K
- L
- M
- N
- O
- P
- Q
- R
- S
- T
- U
- V
- W
- X
- Y
- Z

- Rue Oberkampf
- Rue Omer-Talon
- Rue de l'Orillon
- Cour de l'Ours

### P
- Haut – A
- B
- C
- D
- E
- F
- G
- H
- I
- J
- K
- L
- M
- N
- O
- P
- Q
- R
- S
- T
- U
- V
- W
- X
- Y
- Z

- Voie P/11 (Voie sans nom de Paris)
- Rue Pache
- Cour du Panier-Fleuri
- Cité Parchappe
- Rue de Paris
- Avenue Parmentier
- Place Pasdeloup
- Rue Pasteur
- Rue du Pasteur-Wagner
- Rue Paul-Bert
- Allée Pauline-Léon
- Rue Pelée
- Place du Père-Chaillet
- Rue Pétion
- Rue de la Petite-Pierre
- Passage de la Petite-Voirie
- Cité de Phalsbourg
- Avenue Philippe-Auguste
- Passage Philippe-Auguste
- Allée du Philosophe
- Allée Pierre-Bérégovoy
- Mail Pierre-Desproges
- Rue de la Pierre-Levée
- Rue Pihet
- Impasse Piver
- Passage Piver
- Rue Plichon
- Cité Popincourt
- Impasse Popincourt
- Rue Popincourt
- Rue de la Présentation
- Passage des Primevères
- Cité Prost

### Q
- Haut – A
- B
- C
- D
- E
- F
- G
- H
- I
- J
- K
- L
- M
- N
- O
- P
- Q
- R
- S
- T
- U
- V
- W
- X
- Y
- Z

- Voie Q/11 (Voie sans nom de Paris)
- Cour Quellard
- Impasse Questre

### R
- Haut – A
- B
- C
- D
- E
- F
- G
- H
- I
- J
- K
- L
- M
- N
- O
- P
- Q
- R
- S
- T
- U
- V
- W
- X
- Y
- Z

- Voie R/11 (Voie sans nom de Paris)
- Rue Rampon
- Passage Rauch
- Esplanade Renée-Lebas
- Rue René-Villermé
- Avenue de la République
- Place de la République
- Cité Ribot
- Boulevard Richard-Lenoir
- Rue Richard-Lenoir
- Rue Robert-et-Sonia-Delaunay
- Rue Robert-Houdin
- Passage Rochebrune
- Rue Rochebrune
- Esplanade Roger-Joseph-Boscovich
- Esplanade Roger-Linet
- Cité de la Roquette
- Rue de la Roquette
- Rue Roubo

### S
- Haut – A
- B
- C
- D
- E
- F
- G
- H
- I
- J
- K
- L
- M
- N
- O
- P
- Q
- R
- S
- T
- U
- V
- W
- X
- Y
- Z

- Passage Saint-Ambroise
- Rue Saint-Ambroise
- Passage Saint-Antoine
- Passage Saint-Bernard
- Rue Saint-Bernard
- Passage Sainte-Anne-Popincourt
- Cour du Saint-Esprit
- Rue Saint-Hubert (Paris)
- Square Saint-Irénée
- Cour Saint-Joseph
- Cour Saint-Louis
- Passage Saint-Maur
- Rue Saint-Maur
- Cour Saint-Nicolas
- Passage Saint-Pierre-Amelot
- Passage Saint-Sabin
- Rue Saint-Sabin
- Impasse Saint-Sébastien
- Passage Saint-Sébastien
- Rue Saint-Sébastien
- Passage Salarnier
- Rue Scarron
- Cour Sedaine
- Rue Sedaine
- Rue Servan
- Square Servan
- Cité Souzy
- Rue Spinoza
- Allée Stefa-Skurnik
- Allée Suzanne-Noël

### T
- Haut – A
- B
- C
- D
- E
- F
- G
- H
- I
- J
- K
- L
- M
- N
- O
- P
- Q
- R
- S
- T
- U
- V
- W
- X
- Y
- Z

- Voie T/11 (Voie sans nom de Paris)
- Passage des Taillandiers
- Rue des Taillandiers
- Avenue de Taillebourg
- Boulevard du Temple
- Rue Ternaux
- Passage Thiéré
- Rue Titon
- Rue Toussaint-Louverture
- Cité des Trois-Bornes
- Rue des Trois-Bornes
- Rue des Trois-Couronnes
- Cour des Trois-Frères
- Impasse des Trois-Sœurs
- Avenue du Trône
- Passage du Trône
- Rue Trousseau
- Impasse Truillot
- Rue de Tunis
- Passage Turquetil

### U
- Haut – A
- B
- C
- D
- E
- F
- G
- H
- I
- J
- K
- L
- M
- N
- O
- P
- Q
- R
- S
- T
- U
- V
- W
- X
- Y
- Z

- Voie U/11 (Voie sans nom de Paris)

### V
- Haut – A
- B
- C
- D
- E
- F
- G
- H
- I
- J
- K
- L
- M
- N
- O
- P
- Q
- R
- S
- T
- U
- V
- W
- X
- Y
- Z

- Rue de Vaucouleurs
- Allée Verte
- Passage Viallet
- Rue Victor-Gelez
- Cour Viguès
- Boulevard Voltaire
- Cité Voltaire
- Rue Voltaire

### W
- Haut – A
- B
- C
- D
- E
- F
- G
- H
- I
- J
- K
- L
- M
- N
- O
- P
- Q
- R
- S
- T
- U
- V
- W
- X
- Y
- Z

- Voie W/11 (Voie sans nom de Paris)

### X
- Haut – A
- B
- C
- D
- E
- F
- G
- H
- I
- J
- K
- L
- M
- N
- O
- P
- Q
- R
- S
- T
- U
- V
- W
- X
- Y
- Z

- Voie X/11 (Voie sans nom de Paris)

### Y
- Haut – A
- B
- C
- D
- E
- F
- G
- H
- I
- J
- K
- L
- M
- N
- O
- P
- Q
- R
- S
- T
- U
- V
- W
- X
- Y
- Z

- Voie Y/11 (Voie sans nom de Paris)

### Z
- Haut – A
- B
- C
- D
- E
- F
- G
- H
- I
- J
- K
- L
- M
- N
- O
- P
- Q
- R
- S
- T
- U
- V
- W
- X
- Y
- Z

- Allée Zabel-Essayan